# خانه حاج مرتضی روحی
منزل حاج مرتضی روحی مربوط به دوره قاجار است و در ابرکوه، خیابان بهشتی، محله بازار، جنب زمین معروف به مدرسه اکبری، پلاک ۳۷ واقع شده و این اثر در تاریخ ۲۸ اسفند ۱۳۸۶ با شمارهٔ ثبت ۲۲۷۶۵ به‌عنوان یکی از آثار ملی ایران به ثبت رسیده است.